# 3e cérémonie des Oklahoma Film Critics Circle Awards
La 3e cérémonie des Oklahoma Film Critics Circle Awards, décernés par l'Oklahoma Film Critics Circle, a eu lieu le 23 décembre 2008, et a récompensé les films réalisés l'année précédente.

## Palmarès

### Top 10
(Par ordre alphabétique)
- Be Happy (Happy-Go-Lucky)
- The Dark Knight : Le Chevalier noir (The Dark Knight)
- Doute (Doubt)
- L'Étrange Histoire de Benjamin Button  (The Curious Case of Benjamin Button)
- Frost/Nixon
- Harvey Milk  (Milk)
- Rachel se marie (Rachel Getting Married)
- Slumdog Millionaire
- WALL-E
- The Wrestler

### Catégories
- Meilleur film :
  - Slumdog Millionaire
- Meilleur réalisateur :
  - Danny Boyle  – Slumdog Millionaire
- Meilleur acteur :
  - Mickey Rourke pour le rôle de Randy "Ram" Robinson dans The Wrestler
- Meilleure actrice :
  - Sally Hawkins pour le rôle de Pauline "Poppy" Cross dans Be Happy (Happy-Go-Lucky)
- Meilleur acteur dans un second rôle :
  - Heath Ledger pour le rôle du Joker dans The Dark Knight : Le Chevalier noir (The Dark Knight)
- Meilleure actrice dans un second rôle :
  - Marisa Tomei pour le rôle de Cassidy dans The Wrestler
- Meilleur premier film :
  - Charlie Kaufman – Synecdoche, New York
- Meilleur scénario original : (égalité)
  - Harvey Milk (Milk)  – Dustin Lance Black
  - The Wrestler – Robert D. Siegel
- Meilleur scénario adapté :
  - Slumdog Millionaire – Simon Beaufoy
- Meilleur film en langue étrangère :
  - Morse (Låt den rätte komma in) •  Suède
- Meilleur film d'animation :
  - WALL-E
- Meilleur film documentaire :
  - Le Funambule (Man on Wire)
- Pire film (Obviously Worst Film) :
  - Love Gourou (The Love Guru)
- Pire film pas si évident (Not-So-Obviously Worst Film) :
  - Mamma Mia ! (Mamma Mia!)